# El Aguacate, Valle de Bravo
El Aguacate är en ort i Mexiko.   Den ligger i kommunen Valle de Bravo och delstaten Mexiko, i den södra delen av landet, 110 km väster om huvudstaden Mexico City. El Aguacate ligger 2 027 meter över havet och antalet invånare är 132.
Terrängen runt El Aguacate är lite bergig. Runt El Aguacate är det ganska tätbefolkat, med 100 invånare per kvadratkilometer. Närmaste större samhälle är Ixtapan del Oro, 10,5 km väster om El Aguacate. I omgivningarna runt El Aguacate växer huvudsakligen savannskog.